# كوايك
كوايك (بالإنجليزية: Quake)‏ لعبة رماية من منظور الشخص الأول أصدرتها شركة آي دي سوفتوير في 22 من جوان 1996. وقد كانت أول أجزاء سلسلة كوايك الشهيرة لألعاب الفيديو.
تم طرح اللعبة مع بداية عصر التجارة الإلكترونية، وقد اكتسبت جزءا كبيرا من شهرتها لكونها من الألعاب القليلة التي كانت تدعم اللعب الجماعي عبر شبكة الإنترنت بدل الشبكة المحلية فقط.
للعبة أربعة أجزاء لاحقة، كوايك 2، كوايك 3 أرينا ، كويك 4 و إقليم الأعداء: كروب الكويك، حققت مجتمعت مبيعات بلغت أربعة ملايين نسخة سنة 2002.

## وصلات خارجية
- كوايك على موقع IMDb (الإنجليزية)